# Kaniv
Kaniv (in ucraino Канів?) è una città dell'Ucraina sita lungo le rive del fiume Dnepr nell'Ucraina centrale. Appartiene al distretto di Čerkasy, nell'oblast' di Čerkasy. È uno dei porti sul fiume Dnepr posizionati più nell'entroterra. La popolazione al proprio interno ammonta a 23 172 abitanti
Fino al 18 luglio 2020, Kaniv era classificata come città di rilevanza regionale e non apparteneva al distretto di Kaniv, anche se era il centro amministrativo del distretto. Come parte della riforma amministrativa dell'Ucraina, che ridusse a quattro il numero dei distretti dell'oblast' di Čerkasy, la città fu fusa nel distretto di Čerkasy.
Taras Ševčenko, considerato il fondatore della letteratura ucraina, è sepolto in una collina poco distante dall'abitato. La città ospita inoltre un museo interamente dedicatogli.

## Storia
La prima menzione di Kaniv in un documento risale al 1149, anche se vi è chi pensa che la città fosse stata fondata nel X secolo. Nel medioevo ricopriva un'importante funzione strategica in quanto era posizionata lungo la Via variago-greca. Da principio facente parte della Rus' di Kiev nel XIV secolo fu annessa al Granducato di Lituania. Fu saccheggiata dai Turchi nel 1458.
Nel 1569 Kaniv entrò a far parte del Regno polacco e diventò presto uno dei più importanti centri cosacchi in Ucraina. Nel 1556 secolo le fu concesso il Diritto di Magdeburgo, ma l'espansione economica della cittadina fu arrestato da epidemie, incendi e rivolte cosacche. Durante il Diluvio fu occupata dalle forze di Bohdan Chmel'nyc'kyj nel 1648. Nel 1768 fu conquistata da uno dei capi della Koliïvščyna, Maksym Zalizniak. A causa di un pogrom verificatosi in tale periodo, molti tra ebrei ed esponenti della szlachta furono uccisi. Dopo la Seconda Spartizione della Polonia il paese così come gran parte dei territori vicini cadde sotto il dominio dell'Impero russo. Nel 1787 Kaniv fu visitata dalla zarina Caterina II che qui incontrò il Re polacco Stanislao II di Polonia.
Durante l'ultimo periodo della prima guerra mondiale, l'11 maggio 1918, nei pressi della città si combatté la Battaglia di Kaniv, nella quale le forze del II Corpo polacco e le legioni polacche guidate da Józef Haller de Hallenburg fallirono nello sfondare le linee austro-tedesche assestate sul fronte russo. Kaniv fu inoltre campo di battaglia in altre due occasioni: la prima nel 1920 durante la Guerra civile russa quando la città fu più volte teatro degli scontri tra le truppe nazionaliste ucraine e quelle bolsceviche, successivamente, durante la seconda guerra mondiale la città fu inoltre il sito di uno spettacolare quanto fallimentare lancio di paracadutisti sovietici.

## Economia
La città è sede dell'omonima centrale idroelettrica sul Dnepr. La città inoltre possiede numerose industrie per la produzione e l'inscatolamento di frutta, verdura e condimenti. È inoltre presente una grande industria produttrice di latte e formaggio.

## Amministrazione

### Gemellaggi
Kaniv è gemellata con:
- Viersen, Renania Settentrionale-Vestfalia.
- Sonoma, California
- Lambersart, Nord-Passo di Calais

## Galleria d'immagini

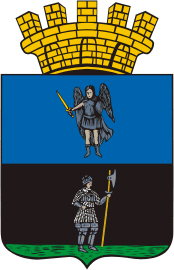
Lo stemma di Kaniv durante l'impero Russo
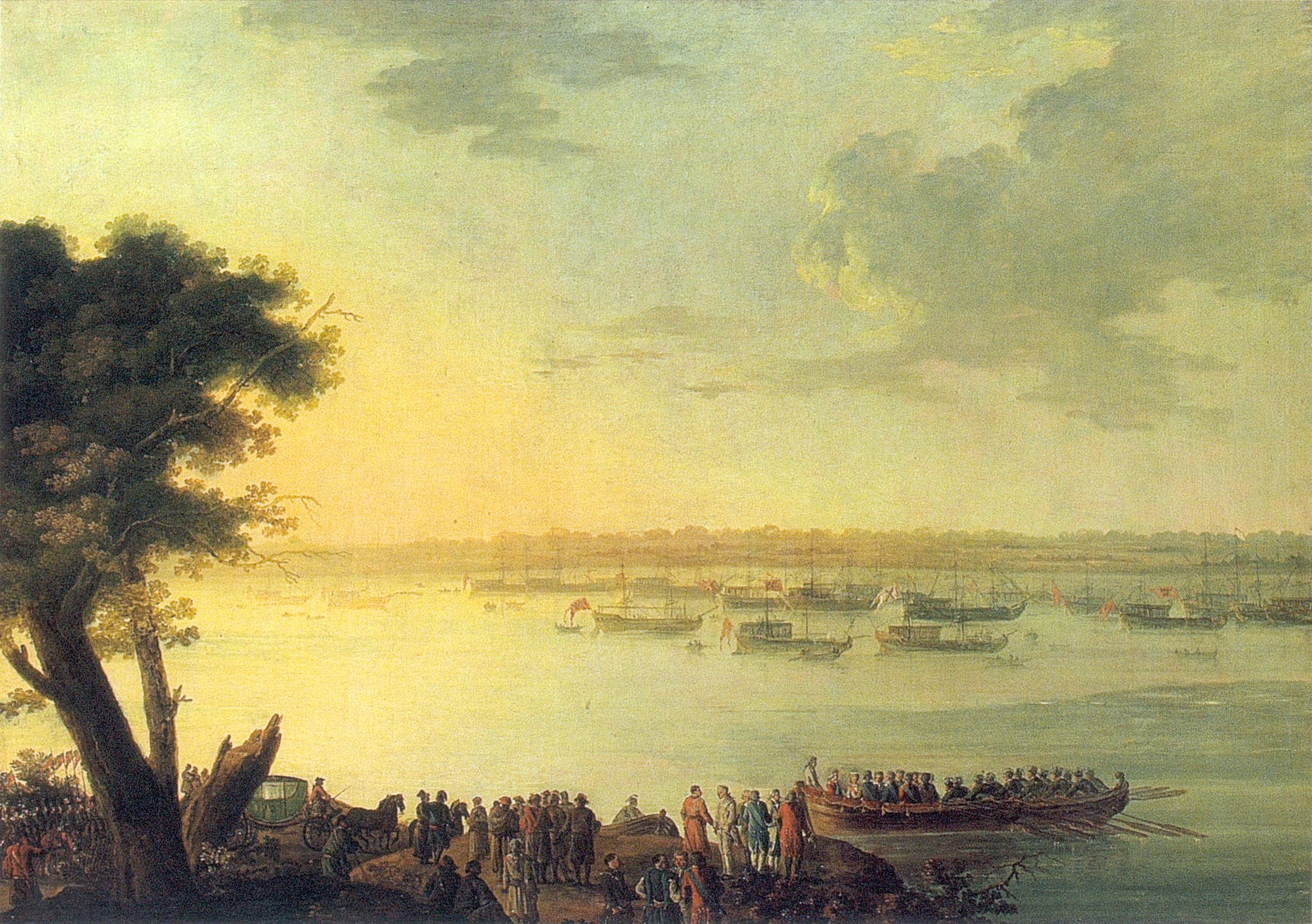
Dipinto raffigurante la partenza di Caterina II da Kaniv